# 고풍군
고풍군(古豊郡)은 조선민주주의인민공화국 자강도의 남서부에 위치하는 군이다.

## 지리
북쪽으로 초산군, 동쪽으로 위원군·전천군, 남쪽으로 송원군, 서쪽으로 우시군과 접한다.
대부분이 산지이지만 서쪽은 상대적으로 낮다. 강남산맥과 적유령산맥이 군을 통과한다. 주요 하천으로는 충만강, 고면천, 월명천, 풍면천이 있다. 최고봉은 고암산이다.
전체 면적의 89.4%가 산림이고 카르스트 지형을 가진다. 송원저수지가 위치한다.

## 역사
일제강점기에는 평안북도 초산군에 속했다. 자강도가 설치되면서 여기에 속하게 되었고 1952년 12월에 고풍군이 신설되었다.

## 경제
지역의 주요 산업은 농업이고 밭농사가 중심이다. 옥수수, 콩, 밀, 보리, 무, 양배추, 고추, 오이가 재배된다. 과수, 양잠, 가축 사육 또한 행해진다. 또한 약간의 쌀이 충만강 등의 계곡을 따라 재배된다.
고풍에는 철, 금, 동, 납, 아연, 텅스텐, 흑연, 석탄, 석회석 등이 생산된다. 제조업은 상대적으로 발전이 미약하다.

## 행정 구역
1읍 12리로 구성된다.
- 고풍읍 (古豊邑)
- 방성리 (坊城里)
- 삼평리 (三坪里)
- 월명리 (月明里)
- 문덕리 (文德里)
- 룡당리 (龍塘里)
- 룡대리 (龍大里)
- 룡풍리 (龍豊里)
- 신창리 (新昌里)
- 룡성리 (龍星里)
- 동도리 (東島里)
- 석상리 (石桑里)
- 룡곡리 (龍谷里)

## 같이 보기
- 조선민주주의인민공화국의 지리
- 조선민주주의인민공화국의 행정 구역